# Linden (Australia)
Linden – wioska w Nowej Południowej Walii (New South Wales, NSW) w Górach Błękitnych w Australii. Wioska oddalona od Sydney o około 81 km, początkowo była znana jako „Seventeen Mile Hollow” od odległości 17 mil od rzeki Nepean. Niedaleko od wioski znajduje się grób John Donohue, oficera policji, rzekomo zastrzelonego przez leśniczego. W pobliżu jest również „Caley's Repulse”, góra kamieni w kształcie piramidy, najprawdopodobniej usypanej przez Aborygenów. Potok o nazwie Linden, który przecina podnoszącą się wysoko kotlinę pomiędzy wioską Linden a inną wioską o nazwie „Faulconbridge”, jest dopływem rzeki Grose, przepływającej przez Góry Błękitne. Tubylcy kultywują australijski folklor twierdzą, że w okolicy widzieli Yowie.